# 3%
3% (pronuncia-se: Três por Cento) é uma série de televisão de ficção científica brasileira com ideia original de Pedro Aguilera e desenvolvida por Dani Libardi, Daina Giannecchini e Jotagá Crema para a Netflix, estrelada por João Miguel e Bianca Comparato. Desenvolvida a partir de um episódio piloto independente lançado no YouTube em 2011, 3% é a primeira produção brasileira original da Netflix e a segunda produzida na América Latina, depois de Club de Cuervos.

## Sinopse
Em um futuro não muito distante, o planeta é um lugar devastado. Aos 20 anos, todo cidadão recebe a chance de passar por uma rigorosa seleção para ascender ao Maralto, uma região farta de oportunidades. Porém, apenas 3% consegue chegar lá.

## Resumo
| Temporada | Temporada | Episódios | Episódios | Originalmente lançado  |
| --------- | --------- | --------- | --------- | ---------------------- |
|           | 1         | 8         | 8         | 25 de novembro de 2016 |
|           | 2         | 10        | 10        | 27 de abril de 2018    |
|           | 3         | 8         | 8         | 7 de junho de 2019     |
|           | 4         | 7         | 7         | 14 de agosto de 2020   |

### 1ª temporada (2016)
Após um apocalipse, o que antes era o Brasil, se tornou uma região miserável e decadente com escassez de recursos chamada o Continente. Aos 20 anos de idade, todo cidadão do Continente recebe a chance de passar no Processo, uma rigorosa seleção de provas físicas, morais e psicológicas existente há mais de cem anos que escolhe apenas 3% dos candidatos para ter uma vida melhor no abundante Maralto. Durante o ano do Processo 104, o chefe da seleção, Ezequiel, é o responsável por orientar os participantes e entre eles está Michele, que além de ter como objetivo reencontrar seu irmão no Maralto, é uma infiltrada da Causa, um movimento clandestino de resistência que quer subverter a ordem social injusta em qual se encontram.

### 2ª temporada (2018)
Tendo conseguido passar no Processo, Michele chega no Maralto e desfruta de uma vida confortável, mas sem abandonar a busca por seu irmão. Ezequiel promete libertar o irmão de Michele que foi preso, se ela lhe passar todos os planos da Causa que comprometem o Maralto, e força ela voltar para o Continente para completar essa missão. A Causa ganha novos aliados, os ex-participantes do Processo, Joana e Fernando, e o Rafael, que conseguiu passar para o Maralto e é um infiltrado. Joana, Fernando e Rafael conseguem organizar algo para acabar com o Processo, mas no dia da nova seleção, tudo vira um caos e Michele decide criar seu próprio plano após descobrir quem foram os membros do casal fundador do Maralto e a verdade por trás do que originou o apocalipse.

### 3ª temporada (2019)
Após desertar do Maralto, Michele funda uma comunidade no Continente chamada Concha para receber qualquer pessoa ao contrário do Maralto, que escolhe apenas campeões do Processo. Quando a Concha entra em total operação, com eletricidade, água e comida em abundância, a colônia é atingida por uma tempestade de areia arrebatadora. A destruição é imensa e compromete totalmente a capacidade do lugar de produzir alimento e coletar água. Sabendo que a comida que sobrou não será suficiente para todos, Michele não vê outra alternativa a não ser fazer um processo seletivo para que uma pequena fração dos moradores fique.

### 4ª temporada (2020)
Determinado a por uma trégua nos conflitos entre a Concha e Maralto, o novo líder da abundante ilha, o André, irmão de Michele, convida alguns representantes da comunidade rival para tratar termos de paz. Sendo essa uma grande oportunidade de acabar de vez com o Maralto, Joana, Rafael, Marco, Elisa e Natália vão até a ilha enquanto Michele tenta garantir o sucesso da missão a partir da Concha, com ajuda do jovem Xavier.

## Elenco e personagens
| Ator                       | Personagem                   | Temporadas       | Temporadas       | Temporadas       | Temporadas       |  |
| Ator                       | Personagem                   | 1                | 2                | 3                | 4                |  |
| Elenco Principal           | Elenco Principal             | Elenco Principal | Elenco Principal | Elenco Principal | Elenco Principal |  |
| -------------------------- | ---------------------------- | ---------------- | ---------------- | ---------------- | ---------------- |  |
| João Miguel                | Ezequiel                     | Principal        | Principal        |                  |                  |  |
| Bianca Comparato           | Michele Santana              | Principal        | Principal        | Principal        | Principal        |  |
| Michel Gomes               | Fernando Carvalho            | Principal        | Principal        |                  |                  |  |
| Rodolfo Valente            | Rafael Moreira               | Principal        | Principal        | Principal        | Principal        |  |
| Vaneza Oliveira            | Joana Coelho                 | Principal        | Principal        | Principal        | Principal        |  |
| Rafael Lozano              | Marco Álvares                | Principal        | Principal        | Principal        | Principal        |  |
| Viviane Porto              | Aline                        | Principal        | Participação     |                  |                  |  |
| Samuel de Assis            | Silas                        |                  | Principal        |                  | Participação     |  |
| Cynthia Senek              | Glória Ribeiro               |                  | Principal        | Principal        | Principal        |  |
| Bruno Fagundes             | André Santana                |                  | Principal        | Principal        | Principal        |  |
| Thais Lago                 | Elisa                        |                  | Principal        | Principal        | Principal        |  |
| Laila Garin                | Marcela Álvares              |                  | Principal        | Principal        | Principal        |  |
| Amanda Magalhães           | Natália                      |                  | Participação     | Recorrente       | Principal        |  |
| Fernando Rubro             | Xavier Toledo                |                  |                  | Recorrente       | Principal        |  |
| Elenco Recorrente          |                              |                  |                  |                  |                  |  |
| Zezé Motta                 | Conselheira Nair             | Recorrente       | Participação     | Participação     | Participação     |  |
| Celso Frateschi            | O Velho                      | Recorrente       | Recorrente       |                  | Participação     |  |
| Luciana Paes               | Superintendente Cássia       | Recorrente       | Recorrente       |                  | Participação     |  |
| Roberta Calza              | Ivana                        | Participação     | Recorrente       | Participação     | Participação     |  |
| Sérgio Mamberti            | Conselheiro Matheus          | Recorrente       |                  |                  |                  |  |
| Thiago Amaral              | Superintendente Álvaro       | Recorrente       |                  |                  |                  |  |
| Júlio Silvério             | Superintendente Otávio       | Recorrente       |                  |                  |                  |  |
| Luana Tanaka               | Ágata                        | Recorrente       |                  |                  |                  |  |
| Rita Batata                | Denise                       | Participação     |                  |                  | Recorrente       |  |
| Bruno Bellarmino           | Gerson                       | Participação     | Recorrente       |                  |                  |  |
| Dárcio de Oliveira         | Antônio Carvalho             | Recorrente       | Recorrente       | Participação     | Recorrente       |  |
| César Gouvêa               | César                        | Recorrente       |                  |                  |                  |  |
| Geraldo Rodrigues          | Geraldo                      | Recorrente       |                  |                  |                  |  |
| Ediana Souza               | Camila                       | Recorrente       | Participação     |                  |                  |  |
| Marina Mathey              | Ariel                        |                  | Participação     | Participação     | Recorrente       |  |
| Leo Belmonte               | Arthur Moreira               |                  |                  | Recorrente       | Recorrente       |  |
| Guilherme Zanella          | Tadeu                        |                  |                  | Recorrente       | Participação     |  |
| Kaique de Jesus            | Ricardo                      |                  |                  | Recorrente       | Participação     |  |
| Ney Matogrosso             | Conselheiro Leonardo Álvares |                  |                  | Recorrente       | Participação     |  |
| Felipe e Guilherme Rodilha | Mauricio Álvares             |                  |                  | Recorrente       | Participação     |  |
| Indira Nascimento          | Regiane                      |                  |                  | Recorrente       |                  |  |
| Verônica Bonfim            | Verônica                     |                  |                  |                  | Recorrente       |  |

### Elenco convidado
Os atores listados apareceram entre um à três episódios por temporada.
- Danilo Mesquita como Alexandre Nogueira (temporada 1)
- Cacá Ottoni como Carolina Guimarães (temporada 1)
- Henrique Schafer como Eugênio (temporada 1)
- Lilian Regina como Bruna (temporada 1)
- Giuliano Laffayette como Lucas (temporada 1)
- Clarissa Kiste como Luciana (temporada 1)
- Gabriel Calamari como André Santana (aos 20 anos) (temporada 1)
- Mel Fronckowiak como Júlia Souza (temporada 1-2)
- Fernanda Vasconcellos como Laís Vivalva (temporada 2-4)
- Maria Flor como Samira (temporada 2)
- Silvio Guindane como Vítor Elano (temporada 2-4)
- Ediane Sousa como Camila (temporada 2)
- Thiago Amaral como Álvaro (temporada 2)
- Rafael Losso como Otávio Bernardes (temporada 3)
- Fernando Sampaio como Noel (temporada 3)
- Tamirys O'Hanna como Marta (temporada 3-4)
- Mariana Leme como Paloma (temporada 3-4)
- Adriano Bolshi como Wander (temporada 3-4)
- Daniel Veiga como Felipe (temporada 3)
- Bruno Rocha como Paulo (temporada 3)
- Thaís Ferrara como Valéria (temporada 3)
- Rafael Imbroisi como Irmão Rafael (temporada 3)
- Dani Nefussi como Mãe de Rafael (temporada 3-4)
- José Victor Pires como Candidato Carlos (temporada 3)
- Thainá Duarte como Tânia (temporada 3-4)
- Fernanda Stefanski como Conselheira Patricia (temporada 3-4)
- Palomaris Mathias Mansel como Conselheira Simone (temporada 3)
- Igor Phelipe como Conselheiro Wagner (temporada 3)
- Ernani Sanchez como Conselheiro Renato (temporada 3)
- Monica Augusto como Suzanna (temporada 3)
- Katia Naiane como Ara (temporada 4)
- Larissa Noel como Fabiana Toledo (temporada 4)
- Fabiano Savan como Jeremias Toledo (temporada 4)
- June Dantas como Cibele (temporada 4)
- Ricardo Gelli como Leonardo Álvares (jovem) (temporada 4)
- Mayara Constantino como Marcela Álvares (jovem) (temporada 4)
- Breno Santos como Douglas (temporada 4)

## Produção

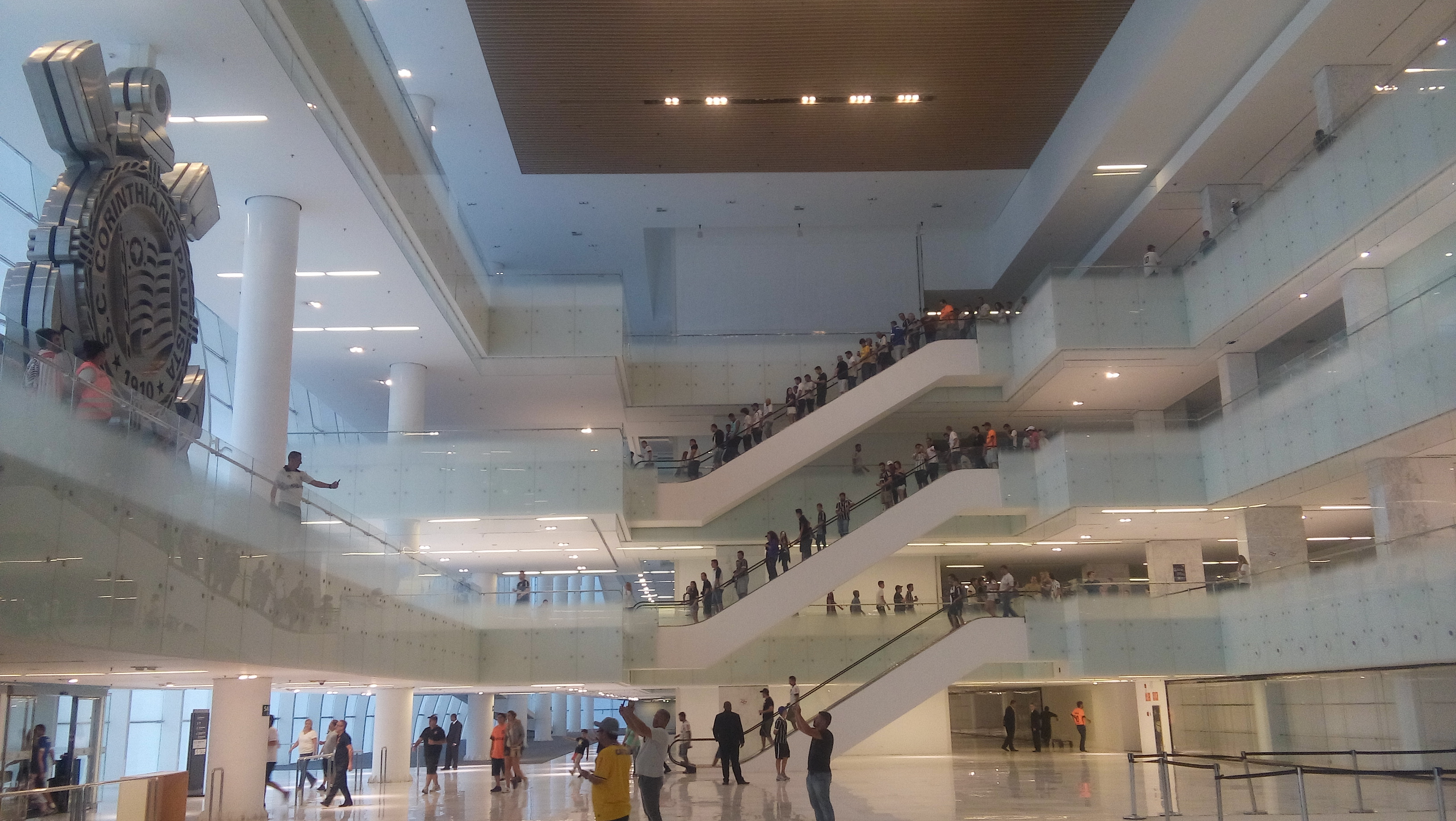
O edifício oeste da Arena Corinthians foi usado como cenário na série.

Em 11 de março de 2016, a Netflix anunciou o início das gravações da série, no estado de São Paulo, no Brasil. Em 10 de outubro de 2016, a Netflix divulgou a data de estreia e um teaser da série, junto com imagens do elenco. Os criadores da série estudaram juntos na Universidade de São Paulo, lá mesmo na universidade, Pedro Aguilera fez seu roteiro para série quando tinha cerca de 20 anos de idade. Após acabar o roteiro, Pedro Aguilera fez com seus amigos três episódios pilotos para 3%. Dez emissoras de televisão negaram a proposta de exibição da série, então, os produtores decidiram publicar os três episódios pilotos no YouTube.
Quando a série chegou no YouTube impressionou muita gente, atingindo até 1 milhão de visualizações. Foi feito um abaixo-assinado via internet para que a série continuasse sendo produzida pela Netflix. O abaixo-assinado foi um fracasso chegando a apenas 36 assinaturas. Porém, isso não impediu que no dia 11 de março de 2016, a Netflix anunciasse a produção. A série foi regravada tendo a maioria das cenas gravadas na Arena Corinthians, escolhida por seu design luxuoso e futurista e também no Instituto Inhotim em Brumadinho, Minas Gerais, que é visto diversas vezes quando os capítulos se passam em Maralto (a Galeria Adriana Varejão aparece em diversas cenas). E também nas periferias de São Paulo, como nos bairros Heliópolis, Vila Madalena, Parque da Juventude e Ocupação Cine Marrocos.
Criada por Pedro Aguilera, a série é dirigida por César Charlone, Daina Giannecchini, Dani Libardi e Jotagá Crema, e tem no elenco Mel Fronckowiak e Bianca Comparato. É filmada em resolução 4K.
Em 17 de julho de 2017, a Netflix anunciou que a segunda temporada da série estava começando a ser gravada, e divulgou os novos membros do elenco da segunda temporada. As cenas externas do Maralto na segunda temporada foram filmadas no Instituto Inhotim, em Brumadinho. A maior parte das cenas filmadas em Inhotim concentra-se nos jardins centrais - principalmente no local onde está a estátua do "Casal Fundador", inserida em CGI. Mas três outros pavilhões também serviram como locações de filmagem: Pavilhão Adriana Varejão (onde os personagens acessam o submarino), Cosmococas, de Hélio Oiticica (o centro militar) e Pavilhão Sônico, de Doug Aitken (onde ocorre a reunião do conselho).
Em 4 de junho de 2018, a série foi renovada para uma terceira temporada, que foi lançada em 7 de junho de 2019. A terceira temporada teve como novo local de filmagem a unidade de conservação Dunas do Rosado, no Porto do Mangue, no Rio Grande do Norte, utilizada para as cenas da "Concha". Em 28 de agosto de 2019, a série foi renovada para uma quarta e última temporada. A quarta e ultima temporada foi lançada em 14 de agosto de 2020.

## Recepção

### Resposta da crítica
No agregador de resenhas Rotten Tomatoes, a primeira temporada tem um índice de aprovação de 85%, com base em 20 resenhas, com uma pontuação média de 6,5/10. O consenso crítico diz: "Apesar das comparações com outros thrillers distópicos centrados em adolescentes, 3% se separa do grupo ao se concentrar em personagens com histórias de fundo e personalidades complicadas." Liz Shannon Miller deu à primeira temporada um B+ em sua crítica para IndieWire, dizendo que a série a deixou "surpresa e impressionada". Calum Henderson, do New Zealand Herald, disse em sua crítica: "Os personagens são o ponto mais forte do programa, e habilmente apresenta os seis principais candidatos ao longo do Processo nos desafios preliminares no primeiro episódio."

## Prêmios e indicações
| Ano  | Prêmio                                 | Categoria      | Nomeados | Resultado | Ref.   |
| ---- | -------------------------------------- | -------------- | -------- | --------- | ------ |
| 2017 | Prêmio Ibero-Americano de Cinema Fênix | Serie de Drama | 3%       | Indicado  | [ 21 ] |